# Hari Pal Kaushik
Hari Pal Kaushik (ur. 2 lutego 1934 w Dźalandharze, zm. 25 stycznia 2018 tamże) – indyjski hokeista na trawie. Dwukrotny złoty medalista olimpijski.
Brał udział w dwóch igrzyskach na przestrzeni ośmiu lat (IO 56, IO 64), na obu zdobywając złote medale. Był zastępcą kapitana na drugiej z tych imprez, a także na igrzyskach azjatyckich w 1966 (złoty medal). Później pracował jako trener, a także komentator telewizyjny.
W roku 1999 został laureatem nagrody Arjuna Award.